# 歐洲聯盟成員國政治制度列表

自由之家公佈2019年歐洲各國的自由程度：
自由
局部自由
不自由
較淺色的為非歐盟國家

本列表列出歐洲聯盟成員國的政府體制及國會。歐洲聯盟（簡稱歐盟、EU）是由27個民主主權國組成的一個特殊超國家聯盟。歐盟在1993年6月21至22日的丹麥哥本哈根歐洲理事會上，定義了其他國家加入歐盟要符合的條件，即哥本哈根標準。
|  | 候選國家必須達到的會員國標準如下： - 穩定的機構保障民主、法治、人權，以及尊重及保護少數族裔； - 有一個運行中的市場經濟制度，亦有能力應付聯盟內的競爭壓力和市場力量； - 有能力履行成員國責任，包括遵守政治和經濟及貨幣等的目標。 |

亦因如此，所有歐盟成員國都是經直接選舉產生的民主制度，而自由之家也評定成員國屬「自由」國家。截至2015年，所有成員國都採用代議民主制，但因歷史因素而令他們的政治制度並非一致。

## 君主與共和

君主制
共和制

歐洲目前有12個君主制國家，其中六個是歐盟成員國（比利時、丹麥、盧森堡、荷蘭、西班牙、瑞典），其餘六個為歐盟以外（安道尔、列支敦斯登、摩纳哥、挪威、英国、梵蒂冈）。歐盟以內的六個君主國均為君主立宪制，君主也被立法禁止動用或按慣例不會使用政治權力。
共和主义僅在20世紀初才開始興起，當時只有法国是未來歐盟成員國中唯一一個共和國。另外，比利時的君主支持度相對其餘歐洲國王為低，也常遭百姓質疑，近年尤以法蘭德斯為主，而華隆百姓則較為支持國王。

## 政體

總統共和國
半總統共和國
議會共和國
議會君主立憲國

歐洲國家目前採用的政府體制有四種：第一是总统制，由總統兼任國家元首和政府首脑；第二是半总统制，總統和總理分享權力；第三是议会共和制，總統是虚位元首，而總理則擁有絕大部份政治權力；第四是議會君主立宪制，該些國家沒有選舉產生的虛位國家元首，因此屬議會制。21個實行共和制國家中，只有1個是總統共和國（ 賽普勒斯）、5個是半總統共和國（ 法國、 立陶宛、 波蘭、 葡萄牙、 羅馬尼亞）。上述六國以及8個議會共和國（ 奥地利、 保加利亚、 、 芬兰、 爱尔兰、 斯洛伐克、 斯洛維尼亞）的總統都是經由普選選出，其餘7個議會共和國（ 爱沙尼亚、 德国、 希腊、 匈牙利、 義大利、 拉脫維亞、 馬爾他）的總統則由國會或其他特別代議機構選出，例如德國的聯邦大會。

## 自治

單一制
放權制
聯盟制
聯邦制

18個歐盟成員國實行单一制，即管治權大多由中央政府擁有，只有特殊或地區性議題才交由地方政府處理。至於3個推行联邦制的國家（奧地利、比利時、德國），中央與地方政府的權力則均等。其餘6國均非上二：
- 推行聯盟制（英语：federacy）的國家（聯盟制被視為單一制和聯邦制的結合，部分區域享有高度自治，但其餘則屬中央政府一部分）：
  -  丹麦：法罗群岛和格陵兰是自治領地，不屬於歐洲聯盟一部分[7]；
  -  芬兰：奥兰擁有基本的自治權，是歐洲聯盟一部分[8]；
  -  法國：海外集体特殊領地新喀里多尼亞享有高度自治，不屬於歐洲聯盟一部分[7]；
  -  荷蘭：加勒比的阿魯巴、库拉索和荷屬聖馬丁是荷兰王国的構成國，與荷蘭本土有著同一地位，但該三國不屬於歐洲聯盟一部分[7]；
- 推行放權制的國家（放權制代表中央政府下放部分權力予地方政府，但大部分權力仍然在中央政府）
  -  義大利：中央政府下放權力予二十個地區，其中五個享有高度自治；
  -  西班牙：中央政府下放權力予多個自治區，即安達盧西亞、巴斯克、加泰罗尼亚和加利西亞。

## 國會

一院制
兩院制

歐盟成員國的各國國會制度也非一樣，可分為一院制和兩院制（下議院和上議院）。歷史上歐洲大陸也有過三院制或四院制，但已在歐盟成立前被解散。
擁有兩個議院的主因包括：該國人口較龐大、該國是聯邦制、或者該國各個地區有巨大差異而需透過兩院來反映利益之別。縱使較細的國家也可能存在國內地域差異，但他們均行一院制。至於國與國之間的兩院制也有不同程度的分別，當中意大利國會的兩院權力完全相等而被譽為「完美兩院制」，其他國家的上議院都被限制權力。
隨著時間推移，部分國家開始傾向一院制，比利時國會由完美兩院制縮減至實際上一院制；羅馬尼亞在2009年公投通過改行一院制，但截至2020年仍未改制；愛爾蘭在2013年否決廢除上議院；而意大利在2016年反對削減參議院權力。
若只計歐盟成員國的話，所有一院制議會和兩院制下議院議席都是直選產生，至於上議院議席產生方法則包括直選（如波蘭參議院）、間選（如奧地利聯邦議會）、或非由選舉產生（如斯洛文尼亞國民評議會議員來自業界團體）。

## 列表

### 政體
| 國家       | 政府   | 自治 | 君主與共和 | 國家元首   | 政府首腦           |
| ---------- | ------ | ---- | ---------- | ---------- | ------------------ |
| 奥地利     | 議會   | 聯邦 | 共和       | 聯邦總統   | 聯邦總理           |
| 比利时     | 議會   | 聯邦 | 君主立憲   | 國王       | 首席大臣           |
| 保加利亚   | 議會   | 單一 | 共和       | 總統       | 部長主席           |
|            | 議會   | 單一 | 共和       | 共和國總統 | 政府主席           |
| 賽普勒斯   | 總統   | 單一 | 共和       | 總統       | 總統               |
| 捷克       | 議會   | 單一 | 共和       | 總統       | 政府主席           |
| 丹麦       | 議會   | 聯盟 | 君主立憲   | 女王       | 國務大臣           |
| 爱沙尼亚   | 議會   | 單一 | 共和       | 總統       | 頂級部長           |
| 芬兰       | 議會   | 聯盟 | 共和       | 總統       | 頂級部長／國務部長 |
| 法國       | 半總統 | 聯盟 | 共和       | 總統       | 總理               |
| 德国       | 議會   | 聯邦 | 共和       | 聯邦總統   | 聯邦總理           |
| 希腊       | 議會   | 單一 | 共和       | 總統       | 總理               |
| 匈牙利     | 議會   | 單一 | 共和       | 共和國總統 | 部長主席           |
| 爱尔兰     | 議會   | 單一 | 共和       | 總統       | 總理               |
| 義大利     | 議會   | 放權 | 共和       | 總統       | 部長會議主席       |
| 拉脫維亞   | 議會   | 單一 | 共和       | 總統       | 部長主席           |
| 立陶宛     | 半總統 | 單一 | 共和       | 總統       | 部長主席           |
| 盧森堡     | 議會   | 單一 | 君主立憲   | 大公       | 首相               |
| 馬爾他     | 議會   | 單一 | 共和       | 總統       | 總理               |
| 荷蘭       | 議會   | 聯盟 | 君主立憲   | 國王       | 大臣主席           |
| 波蘭       | 半總統 | 單一 | 共和       | 總統       | 部長理事會主席     |
| 葡萄牙     | 半總統 | 單一 | 共和       | 總統       | 總理               |
| 羅馬尼亞   | 半總統 | 單一 | 共和       | 總統       | 總理               |
| 斯洛伐克   | 議會   | 單一 | 共和       | 總統       | 政府主席           |
| 斯洛維尼亞 | 議會   | 單一 | 共和       | 總統       | 政府主席           |
| 西班牙     | 議會   | 放權 | 君主立憲   | 國王       | 政府主席           |
| 瑞典       | 議會   | 單一 | 君主立憲   | 國王       | 國務大臣           |

### 國會
| 兩院制     | 制度                              | 立法機關直譯全名（議員數）      | 立法機關直譯全名（議員數）      |
| 兩院制     | 制度                              | 下議院                          | 上議院                          |
| ---------- | --------------------------------- | ------------------------------- | ------------------------------- |
| 奥地利     | 兩院制                            | 奧地利議會 合院時為「聯邦大會」 | 奧地利議會 合院時為「聯邦大會」 |
| 奥地利     | 兩院制                            | 國民議會（183）                 | 聯邦議會（61）                  |
| 比利时     | 兩院制（法理上） 一院制（實際上） | 聯邦議會 合院時為「聯合議院」   | 聯邦議會 合院時為「聯合議院」   |
| 比利时     | 兩院制（法理上） 一院制（實際上） | 眾議院（150）                   | 參議院（60）                    |
| 保加利亚   | 一院制                            | 國民議會（240）                 | 國民議會（240）                 |
|            | 一院制                            | 克羅地亞議會（151）             | 克羅地亞議會（151）             |
| 賽普勒斯   | 一院制                            | 眾議院（56）                    | 眾議院（56）                    |
| 捷克       | 兩院制                            | 議會                            | 議會                            |
| 捷克       | 兩院制                            | 眾議院（200）                   | 參議院（81）                    |
| 丹麦       | 一院制                            | 人民庭（179）                   | 人民庭（179）                   |
| 爱沙尼亚   | 一院制                            | 國家議會（101）                 | 國家議會（101）                 |
| 芬兰       | 一院制                            | 芬蘭議會（200）                 | 芬蘭議會（200）                 |
| 法國       | 兩院制                            | 議會 合院時為「代表大會」       | 議會 合院時為「代表大會」       |
| 法國       | 兩院制                            | 國民議會（577）                 | 參議院（348）                   |
| 德国       | 兩院制                            | —                               | —                               |
| 德国       | 兩院制                            | 聯邦議會（709）                 | 聯邦評議會（69）                |
| 希腊       | 一院制                            | 希臘人議會（300）               | 希臘人議會（300）               |
| 匈牙利     | 一院制                            | 國民議會（199）                 | 國民議會（199）                 |
| 爱尔兰     | 兩院制                            | 國民議會[VI]                    | 國民議會[VI]                    |
| 爱尔兰     | 兩院制                            | 大會（166）                     | 參議院（60）                    |
| 義大利     | 兩院制                            | 議會                            | 議會                            |
| 義大利     | 兩院制                            | 眾議院 (630)                    | 共和國參議院 （315）            |
| 拉脫維亞   | 一院制                            | 議會（100）                     | 議會（100）                     |
| 立陶宛     | 一院制                            | 議會（141）                     | 議會（141）                     |
| 盧森堡     | 一院制                            | 眾議院（60）                    | 眾議院（60）                    |
| 馬爾他     | 一院制                            | 眾議院（67）                    | 眾議院（67）                    |
| 荷蘭       | 兩院制                            | 全體階級                        | 全體階級                        |
| 荷蘭       | 兩院制                            | 二院（150）                     | 一院（75）                      |
| 波蘭       | 兩院制                            | 國民議會 合院時為「國民大會」   | 國民議會 合院時為「國民大會」   |
| 波蘭       | 兩院制                            | 議會（460）                     | 參議院（100）                   |
| 葡萄牙     | 一院制                            | 共和國大會（230）               | 共和國大會（230）               |
| 羅馬尼亞   | 兩院制                            | 議會                            | 議會                            |
| 羅馬尼亞   | 兩院制                            | 眾議院（329）                   | 參議院（136）                   |
| 斯洛伐克   | 一院制                            | 國民議會 (150)                  | 國民議會 (150)                  |
| 斯洛維尼亞 | 兩院制                            | 議會                            | 議會                            |
| 斯洛維尼亞 | 兩院制                            | 國民議會（90）                  | 國民評議會（40）                |
| 西班牙     | 兩院制                            | 總院                            | 總院                            |
| 西班牙     | 兩院制                            | 眾議院（350）                   | 參議院（266）                   |
| 瑞典       | 一院制                            | 國民議會（349）                 | 國民議會（349）                 |

## 備註
1. ↑  截至2020年6月24日
2. ↑  比利時聯邦制度複雜，地方議會也擁有與該區有關的聯邦立法權力，包括布鲁塞尔-首都大区议会（89人的地方議會）[10][11]、弗拉芒议会（124人的地方及社群議會）[12]、瓦隆议会（75人的地方議會）[13][14]、法语社群议会（94人的社群議會）[15]和德语社群议会（25人的社群議會）[16]。
3. ↑  80席中的24席因選區位處被佔領的北塞浦路斯而未能選出議員。
4. ↑  奥兰议会亦擁有涉及奥兰自治（英语：Federacy）行政區的立法的權力[26]。
5. ↑  德國的聯邦大會類似奧地利的聯邦大會（英语：Federal Assembly of Austria），但並非普通地上議院和下議院的合體會議，而是選出德國總統。
6. ↑  聯邦議院理論上只有598席，但2017年聯邦議院選舉出現了32個超額議席。
7. 1 2  愛爾蘭兩院的英文官方譯名刊載愛爾蘭憲法英文版本之內[36][37][38]，本處的中文譯名則譯自英語。
8. ↑  除了315個選舉產生的議員外，也有5名终身参议员，包括同時也是官守終身參議員的在世意大利前總統，以及「在社會、科學、藝術及文學領域上有傑出愛國優異表現」而獲總統委任的非官守終身參議員。在任何情況下，參議院只能有五名終身議員。
9. ↑  眾議院理論上只有65名議員，但2017年大選（英语：2017 Maltese general election）出現了2個超額議席，以此確保得票最多的政黨能夠控制眾議院過半數。